# Ingalls (Kansas)
Ingalls és una població dels Estats Units a l'estat de Kansas. Segons el cens del 2000 tenia 328 habitants.

## Demografia
Segons el cens del 2000, Ingalls tenia 328 habitants, 111 habitatges, i 83 famílies. La densitat de població era de 506,6 habitants/km².
Dels 111 habitatges en un 47,7% hi vivien nens de menys de 18 anys, en un 69,4% hi vivien parelles casades, en un 3,6% dones solteres, i en un 25,2% no eren unitats familiars. En el 22,5% dels habitatges hi vivien persones soles el 6,3% de les quals corresponia a persones de 65 anys o més que vivien soles. El nombre mitjà de persones vivint en cada habitatge era de 2,95 i el nombre mitjà de persones que vivien en cada família era de 3,52.
Per edats la població es repartia de la següent manera: un 35,1% tenia menys de 18 anys, un 6,7% entre 18 i 24, un 33,5% entre 25 i 44, un 15,9% de 45 a 60 i un 8,8% 65 anys o més.
L'edat mediana era de 31 anys. Per cada 100 dones de 18 o més anys hi havia 106,8 homes.
La renda mediana per habitatge era de 35.357 $ i la renda mediana per família de 38.036 $. Els homes tenien una renda mediana de 36.563 $ mentre que les dones 26.875 $. La renda per capita de la població era de 14.898 $. Entorn del 14,6% de les famílies i el 15,5% de la població estaven per davall del llindar de pobresa.

## Poblacions més properes
El següent diagrama mostra les poblacions més properes.